# Fed Cup 2011 – blok B 2. skupiny zóny Evropy a Afriky
Blok B 2. skupiny zóny Evropy a Afriky Fed Cupu 2011 představoval jednu ze dvoupodskupin 1. skupiny. Hrálo se mezi 4. až 6. květnem v areálu Smash Tennis Academy v egyptské Káhiře venku na antukových dvorcích. 
Čtyři týmy se utkaly ve vzájemných zápasech. Vítěz sehrál barážový zápas s druhým bloku A o účast v 1. skupině zóny Evropy a Afriky pro rok 2012. Družstvo z druhého místa se střetlo s vítězem z bloku A o druhé postupové místo. Třetí nastoupil k zápasu se stejně umístěným celkem z bloku A. Poražený, stejně jako tým na čtvrtém místě, sestoupil do 3. skupiny zóny pro rok 2012.

## Blok B
|     |                     | Gruzie | Arménie | Bosna a Hercegovina | Turecko | Zápasy V/P | Sety V/P | Hry V/P | Pořadí |
| 56. | Gruzie              |        | 2–1     | 1–2                 | 3–0     | 2–1        | 10–8     | 73–70   | 2.     |
| 62. | Arménie             | 1–2    |         | 0–3                 | 0–3     | 0–3        | 3–16     | 54–108  | 4.     |
| 66. | Bosna a Hercegovina | 2–1    | 3–0     |                     | 3–0     | 3–0        | 17–4     | 118–79  | 1.     |
| 69. | Turecko             | 0–3    | 3–0     | 0–3                 |         | 1–2        | 8–10     | 90–105  | 3.     |

- V/P – výhry/prohry

## Zápasy

### Gruzie vs. Arménie
| | Gruzie | 2 :                                                                                | 1   | Arménie |    |  |
| --- | ------ | ---------------------------------------------------------------------------------- | --- | ------- | -- |  |
| Smash Tennis Academy, Káhira, Egypt 4. května 2011 antuka (venku) |        |                                                                                    |     |         |    |  |
| \| \| \| \| 1. \| 2. \| 3. \| \| \| -- \| \| ---------------------------------------------------------------------------------- \| --- \| --- \| -- \| \| \| 1. \| \| Tatia Mikadzeová Ofelija Poghosjanová \| 6 1 \| 6 1 \| \| \| \| 2. \| \| Sofia Šapatavová Ani Amiraghjanová \| 4 6 \| 4 6 \| \| \| \| 3. \| \| Jekatěrine Gorgodzeová / Tatia Mikadzeová Ani Amiraghjanová / Ofelija Poghosjanová \| 6 2 \| 6 1 \| \| \| \| \| \| \| \| \| \| \| \| \| \| \| \| \| \| \| \| \| \| \| \| \| \| \| \| \| \| \| \| \| \| \| \| \| \| \| \| \| \| \| |        |                                                                                    |     |         |    |  |
| |        |                                                                                    | 1.  | 2.      | 3. |  |
| 1. |        | Tatia Mikadzeová Ofelija Poghosjanová                                              | 6 1 | 6 1     |    |  |
| 2. |        | Sofia Šapatavová Ani Amiraghjanová                                                 | 4 6 | 4 6     |    |  |
| 3. |        | Jekatěrine Gorgodzeová / Tatia Mikadzeová Ani Amiraghjanová / Ofelija Poghosjanová | 6 2 | 6 1     |    |  |
| |        |                                                                                    |     |         |    |  |
| |        |                                                                                    |     |         |    |  |
| |        |                                                                                    |     |         |    |  |
| |        |                                                                                    |     |         |    |  |
| |        |                                                                                    |     |         |    |  |

### Bosna a Hervegovina vs. Turecko
| | Bosna a Hercegovina | 3 :                                                                         | 0    | Turecko |     |  |
| --- | ------------------- | --------------------------------------------------------------------------- | ---- | ------- | --- |  |
| Smash Tennis Academy, Káhira, Egypt 4. května 2011 antuka (venku) |                     |                                                                             |      |         |     |  |
| \| \| \| \| 1. \| 2. \| 3. \| \| \| -- \| \| --------------------------------------------------------------------------- \| ---- \| ---- \| --- \| \| \| 1. \| \| Mervana Jugićová-Salkićová Pemra Özgenová \| 7 62 \| 6 2 \| \| \| \| 2. \| \| Jasmina Tinjićová Çağla Büyükakçayová \| 7 64 \| 4 6 \| 7 5 \| \| \| 3. \| \| Ema Burgićová / Mervana Jugićová-Salkićová İpek Şenoğluová / Melis Sezerová \| 6 4 \| 7 65 \| \| \| \| \| \| \| \| \| \| \| \| \| \| \| \| \| \| \| \| \| \| \| \| \| \| \| \| \| \| \| \| \| \| \| \| \| \| \| \| \| \| \| |                     |                                                                             |      |         |     |  |
| |                     |                                                                             | 1.   | 2.      | 3.  |  |
| 1. |                     | Mervana Jugićová-Salkićová Pemra Özgenová                                   | 7 62 | 6 2     |     |  |
| 2. |                     | Jasmina Tinjićová Çağla Büyükakçayová                                       | 7 64 | 4 6     | 7 5 |  |
| 3. |                     | Ema Burgićová / Mervana Jugićová-Salkićová İpek Şenoğluová / Melis Sezerová | 6 4  | 7 65    |     |  |
| |                     |                                                                             |      |         |     |  |
| |                     |                                                                             |      |         |     |  |
| |                     |                                                                             |      |         |     |  |
| |                     |                                                                             |      |         |     |  |
| |                     |                                                                             |      |         |     |  |

### Gruzie vs. Bosna a Hercegovina
| | Gruzie | 1 :                                                                       | 2   | Bosna a Hercegovina |     |  |
| --- | ------ | ------------------------------------------------------------------------- | --- | ------------------- | --- |  |
| Smash Tennis Academy, Káhira, Egypt 5. května 2011 antuka (venku) |        |                                                                           |     |                     |     |  |
| \| \| \| \| 1. \| 2. \| 3. \| \| \| -- \| \| ------------------------------------------------------------------------- \| --- \| --- \| --- \| \| \| 1. \| \| Jekatěrine Gorgodzeová Mervana Jugićová-Salkićová \| 2 6 \| 2 6 \| \| \| \| 2. \| \| Tatia Mikadzeová Jasmina Tinjićová \| 2 6 \| 0 6 \| \| \| \| 3. \| \| Tatia Mikadzeová / Sofia Šapatavová Ema Burgićová / Jasmina Kajtazovićová \| 4 6 \| 6 1 \| 6 3 \| \| \| \| \| \| \| \| \| \| \| \| \| \| \| \| \| \| \| \| \| \| \| \| \| \| \| \| \| \| \| \| \| \| \| \| \| \| \| \| \| \| |        |                                                                           |     |                     |     |  |
| |        |                                                                           | 1.  | 2.                  | 3.  |  |
| 1. |        | Jekatěrine Gorgodzeová Mervana Jugićová-Salkićová                         | 2 6 | 2 6                 |     |  |
| 2. |        | Tatia Mikadzeová Jasmina Tinjićová                                        | 2 6 | 0 6                 |     |  |
| 3. |        | Tatia Mikadzeová / Sofia Šapatavová Ema Burgićová / Jasmina Kajtazovićová | 4 6 | 6 1                 | 6 3 |  |
| |        |                                                                           |     |                     |     |  |
| |        |                                                                           |     |                     |     |  |
| |        |                                                                           |     |                     |     |  |
| |        |                                                                           |     |                     |     |  |
| |        |                                                                           |     |                     |     |  |

### Arménie vs. Turecko
| | Arménie | 0 :                                                                    | 3   | Turecko |    |  |
| --- | ------- | ---------------------------------------------------------------------- | --- | ------- | -- |  |
| Smash Tennis Academy, Káhira, Egypt 5. května 2011 antuka (venku) |         |                                                                        |     |         |    |  |
| \| \| \| \| 1. \| 2. \| 3. \| \| \| -- \| \| ---------------------------------------------------------------------- \| --- \| --- \| -- \| \| \| 1. \| \| Anna Movsisjanová Pemra Özgenová \| 2 6 \| 3 6 \| \| \| \| 2. \| \| Ani Amiraghjanová Çağla Büyükakçayová \| 3 6 \| 2 6 \| \| \| \| 3. \| \| Ani Amiraghjanová / Anna Movsisjanová İpek Şenoğluová / Melis Sezerová \| 1 6 \| 4 6 \| \| \| \| \| \| \| \| \| \| \| \| \| \| \| \| \| \| \| \| \| \| \| \| \| \| \| \| \| \| \| \| \| \| \| \| \| \| \| \| \| \| \| |         |                                                                        |     |         |    |  |
| |         |                                                                        | 1.  | 2.      | 3. |  |
| 1. |         | Anna Movsisjanová Pemra Özgenová                                       | 2 6 | 3 6     |    |  |
| 2. |         | Ani Amiraghjanová Çağla Büyükakçayová                                  | 3 6 | 2 6     |    |  |
| 3. |         | Ani Amiraghjanová / Anna Movsisjanová İpek Şenoğluová / Melis Sezerová | 1 6 | 4 6     |    |  |
| |         |                                                                        |     |         |    |  |
| |         |                                                                        |     |         |    |  |
| |         |                                                                        |     |         |    |  |
| |         |                                                                        |     |         |    |  |
| |         |                                                                        |     |         |    |  |

### Gruzie vs. Turecko
| | Gruzie | 3 :                                                                       | 0   | Turecko |     |       |
| --- | ------ | ------------------------------------------------------------------------- | --- | ------- | --- | ----- |
| Smash Tennis Academy, Káhira, Egypt 6. května 2011 antuka (venku) |        |                                                                           |     |         |     |       |
| \| \| \| \| 1. \| 2. \| 3. \| \| \| -- \| \| ------------------------------------------------------------------------- \| --- \| --- \| --- \| ----- \| \| 1. \| \| Tatia Mikadzeová Pemra Özgenová \| 1 6 \| 6 1 \| 7 5 \| \| \| 2. \| \| Sofia Šapatavová Çağla Büyükakçayová \| 6 3 \| 6 2 \| \| \| \| 3. \| \| Tatia Mikadzeová / Sofia Šapatavová Çağla Büyükakçayová / İpek Şenoğluová \| 3 2 \| \| \| skreč \| \| \| \| \| \| \| \| \| \| \| \| \| \| \| \| \| \| \| \| \| \| \| \| \| \| \| \| \| \| \| \| \| \| \| \| \| \| \| \| \| |        |                                                                           |     |         |     |       |
| |        |                                                                           | 1.  | 2.      | 3.  |       |
| 1. |        | Tatia Mikadzeová Pemra Özgenová                                           | 1 6 | 6 1     | 7 5 |       |
| 2. |        | Sofia Šapatavová Çağla Büyükakçayová                                      | 6 3 | 6 2     |     |       |
| 3. |        | Tatia Mikadzeová / Sofia Šapatavová Çağla Büyükakçayová / İpek Şenoğluová | 3 2 |         |     | skreč |
| |        |                                                                           |     |         |     |       |
| |        |                                                                           |     |         |     |       |
| |        |                                                                           |     |         |     |       |
| |        |                                                                           |     |         |     |       |
| |        |                                                                           |     |         |     |       |

### Arménie vs. Bosna a Hercegovina
| | Arménie | 0 :                                                                            | 3   | Bosna a Hercegovina |     |  |
| --- | ------- | ------------------------------------------------------------------------------ | --- | ------------------- | --- |  |
| Smash Tennis Academy, Káhira, Egypt 6. května 2011 antuka (venku) |         |                                                                                |     |                     |     |  |
| \| \| \| \| 1. \| 2. \| 3. \| \| \| -- \| \| ------------------------------------------------------------------------------ \| --- \| --- \| --- \| \| \| 1. \| \| Nune Chačatrjanová Jasmina Kajtazovićová \| 4 6 \| 2 6 \| \| \| \| 2. \| \| Ani Amiraghjanová Ema Burgićová \| 4 6 \| 6 4 \| 4 6 \| \| \| 3. \| \| Anna Movsisjanová / Ofelija Poghosjanová Ema Burgićová / Jasmina Kajtazovićová \| 1 6 \| 1 6 \| \| \| \| \| \| \| \| \| \| \| \| \| \| \| \| \| \| \| \| \| \| \| \| \| \| \| \| \| \| \| \| \| \| \| \| \| \| \| \| \| \| \| |         |                                                                                |     |                     |     |  |
| |         |                                                                                | 1.  | 2.                  | 3.  |  |
| 1. |         | Nune Chačatrjanová Jasmina Kajtazovićová                                       | 4 6 | 2 6                 |     |  |
| 2. |         | Ani Amiraghjanová Ema Burgićová                                                | 4 6 | 6 4                 | 4 6 |  |
| 3. |         | Anna Movsisjanová / Ofelija Poghosjanová Ema Burgićová / Jasmina Kajtazovićová | 1 6 | 1 6                 |     |  |
| |         |                                                                                |     |                     |     |  |
| |         |                                                                                |     |                     |     |  |
| |         |                                                                                |     |                     |     |  |
| |         |                                                                                |     |                     |     |  |
| |         |                                                                                |     |                     |     |  |